# 焦朗亭
焦朗亭（1930年9月—2021年5月20日），男，陕西韩城人，中华人民共和国政治人物，曾任中共陕西省委政法委副书记、陕西省高级人民法院院长、党组书记。

## 生平
1949年5月参加革命工作，同年加入中国共产党。历任陕甘宁边区人民法院大荔分庭、陕西省人民法院渭南分庭、渭南县法院土改法庭、渭南地区中级人民法院书记员、审判员，刑事审判庭庭长、办公室主任；陕西省高级人民法院书记员、审判员，秘书科科长、研究科科长、行政处副处长；中共陕西省委政法办公室秘书；韩城县人民法院院长；西北政法学院刑法教研室副主任、党支部书记；韩城矿务局保卫处处长；陕西省高级人民法院办公室主任、党组成员；陕西省司法局副局长、局长。1983年5月至1996年2月，任中共陕西省委政法委副书记，陕西省高级人民法院院长、党组书记。2021年5月20日在西安逝世。